# 苏培初
苏培初（约1900年—1972年），男，曾用名苏好善、苏明德，字培初，河南省商水县邓城镇白蛇岗人，民国10年（公元1921年）毕业于北京大学化学系，曾任省立临汝中学教师、商水县教育局长（民国15年）、商水县第二届特聘人大代表（1950年10月），民国时期及建国初期商水县教育界重要奠基者。

## 生平

### 求学生涯
民国6年（公元1917年）考入国立北京大学，系商水县首位考入北京大学学生。据北京大学日刊理科布告，次年就读于理科一年级甲班。民国九年八月二十日，据北京大学日刊校长布告栏目，准予“更名为苏明德”事宜，转呈教育部备案并函复该县知事查照。民国10年（公元1921年）毕业。

### 教育及从政
曾任省立临汝中学教师，任商水县教育局长。

民国13年（1924年）春，由苏培初主持，在城东南隅文昌宫筹设乙种实业学校（中等教育）一处，招收学生两班。主要课程为蚕桑和养蚕实习，还在西南城壕处置桑树园一处，供养蚕用。至民国17年（1928年），因没有得到省教育厅批准而停办。

民国14年（1925年），在县城文昌宫创办“商水职业学校”，招生人数为45人。

民国15年（1926年），任商水县教育局长[1]。

1950年10月，特聘为商水县第二届特聘人大代表。

民国时期及建国初期商水县教育界重要奠基者。

### 中后期
中后期归隐田园，爱好京剧，在家教育子女。

## 家庭

### 父母
父亲：苏林高

母亲：无从考证

### 婚姻
苏培初先后有两位妻子。
1. 叶氏：邓城人，英年早逝，无子嗣
2. 胡宣芳：西华县都城岗人

### 兄弟
长兄：苏明善，高等巡警毕业，曾在济源公安局任警佐[2]。

三弟：苏继善

### 子女
1. 长子：苏雷， 1949年2月毕业于黄埔军校第22期通讯科[7]，任教师、教导主任，1988年晋升小学高级教师，1994年8月退休。
2. 次子：苏旬，1954年7月毕业于商水师范学校，任教师、教导主任，1988年晋升小学一级教师，1997年7月退休。
3. 三子：苏早起
4. 长女：苏新文
5. 次女：苏悦，1950年毕业于河南省公安学校，曾在开封法院任书记员，后在郑州轻工业学院任财务处审计直至离休。

### 后代
1. 苏超乾乾：毕业于重庆大学，研究生学历，硕士学位。
2. 苏谨：毕业于郑州大学，本科学历，学士学位。